# 厄德一世 (布盧瓦)
厄德一世（法語：Eudes Ier de Blois，約950年－996年3月12日），布盧瓦伯爵，975年至996年在位。

## 家庭
兩人共有2子1女：
1. 蒂博二世（約983年—1004年）
2. 厄德二世（約985年—1037年）
3. 阿格尼絲